# بگذار تا ز شارع میخانه بگذریم
غزلی با مطلع «بگذار تا ز شارع میخانه بگذریم»، غزل شمارهٔ ۳۷۲ از دیوانِ حافظ در تصحیحِ محمد قزوینی و قاسم غنی است.

## در اجراها
حسین قوامی در برنامهٔ شمارهٔ ۲۰۳ از مجموعهٔ برگ سبز این غزل را در دستگاهِ چهارگاه اجرا کرده است.